# Burscuc-Deal
Burscuc-Deal – wieś w Rumunii, w okręgu Jassy, w gminie Lespezi. W 2011 roku liczyła 603 mieszkańców.